# 徳島南部自動車道
徳島南部自動車道（とくしまなんぶじどうしゃどう）は、徳島県の阿南市から小松島市を経由して徳島市へ至る高速自動車国道である。阿南市で阿南安芸自動車道に、徳島市で徳島自動車道に接続される。阿南IC - 徳島沖洲IC間は新直轄方式である。略称は徳島南部道（とくしまなんぶどう）。
国土開発幹線自動車道（国幹道）の路線名は四国横断自動車道阿南四万十線の一部で、同線の起点区間を構成する。
都市計画道路名では徳島自動車道徳島JCT - 鳴門JCTと合わせて徳島東部都市計画道路阿南鳴門線である。
高速道路ナンバリングによる路線番号は、阿南安芸自動車道・高知東部自動車道と併せて「E55」が割り振られている。

## 概要
- 道路規格 : 第1種第2級
- 設計速度 : 100 km/h
- 標準幅員 : 23.5 m（暫定供用時10.5 m）
- 車線数 : 4車線（暫定供用時2車線）
- 無料区間 : 阿南IC - 徳島沖洲IC
- 有料区間 : 徳島沖洲IC - 徳島JCT

徳島県東部の人口密集地を縦断することから神戸淡路鳴門自動車道と並んで、徳島県内の最重要区間として位置付けられている。
すでに施行命令は出ているが、2002年（平成14年）頃から道路公団民営化の議論や吉野川の河口近くを通るため長大橋梁を必要とするなどから着工の見通しが立たない状況が長く続いていた。一方で徳島市内を南北に貫く最も重要な区間である上に、並行する国道11号や国道55号の渋滞が特に酷い区間でもある。このため、採算性や建設費だけで建設するか否かを決めてよいのかという意見が他の建設予定区間以上に重要視されていた。そして、2005年（平成17年）6月19日に、起工式が徳島県松茂町で行われ、同町長岸地区の約1キロメートルの区間から建設工事が始まった。
徳島沖洲IC以南は新直轄方式で無料となる。このため徳島市 - 小松島市では相当数の車両が高速道へルートを切り替え、並行する国道55号の激しい渋滞が緩和するとされる（2006年2月4日日経新聞四国版）。飯泉嘉門徳島県知事は長年の悲願の事業が進み出したことを「絵に描いた餅」から「食べられる餅」に、さらに無料となったことを「おいしく食べていただける餅」になったと表現している（2007年2月6日記者会見）。
小松島市 - 阿南市では海岸線を走る国道55号から離れた内陸部を通過し、阿南安芸自動車道と合わせて県北と県南を短絡するルートを構成する。
なお、四国横断自動車道阿南四万十線は阿南市が起点となっているが、徳島南部自動車道は接続する徳島自動車道に合わせる形で、終点の徳島JCTから起点の阿南IC方向にIC番号とキロポストが振られている。

## インターチェンジなど
- 全区間徳島県内に所在。

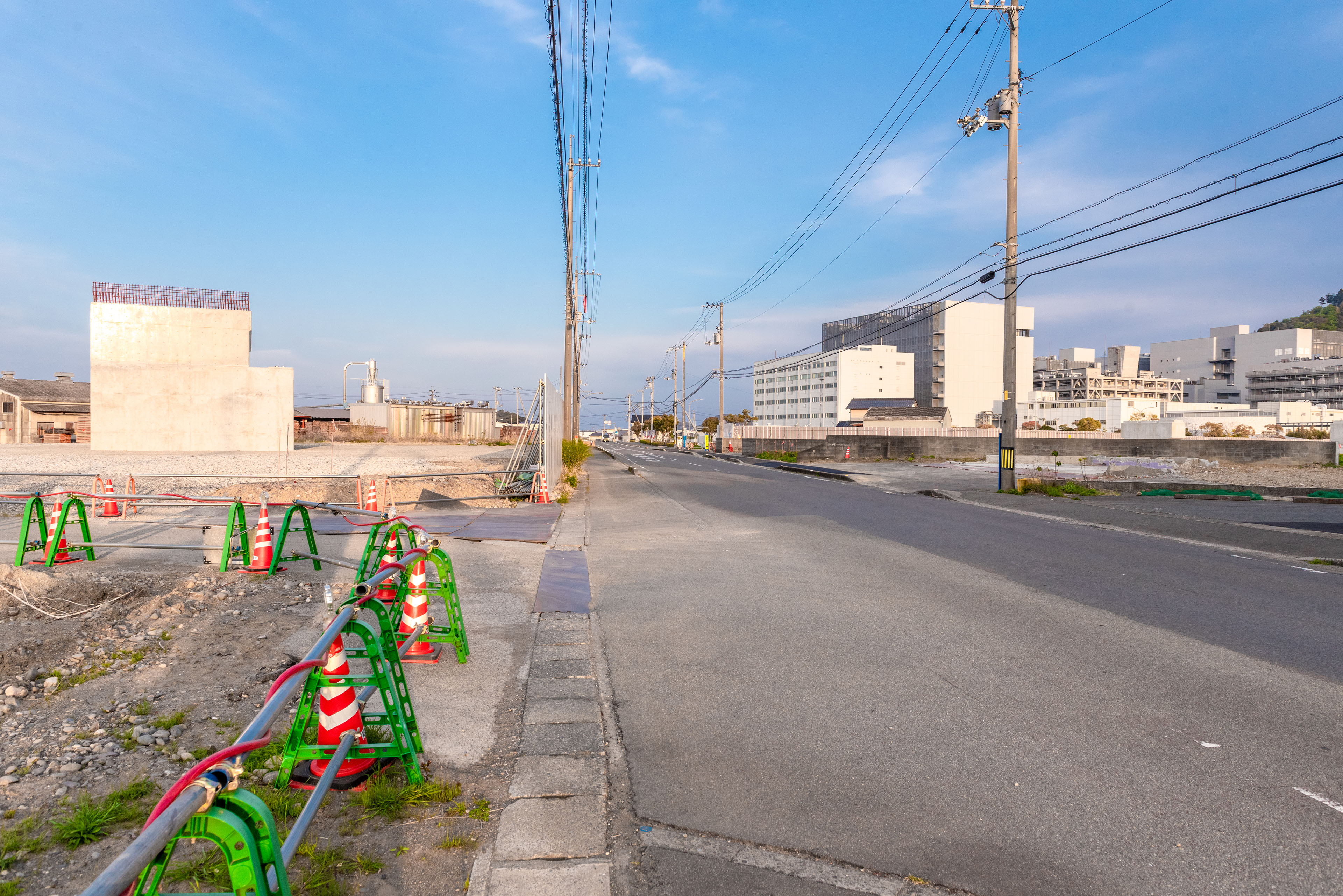
阿南IC建設地

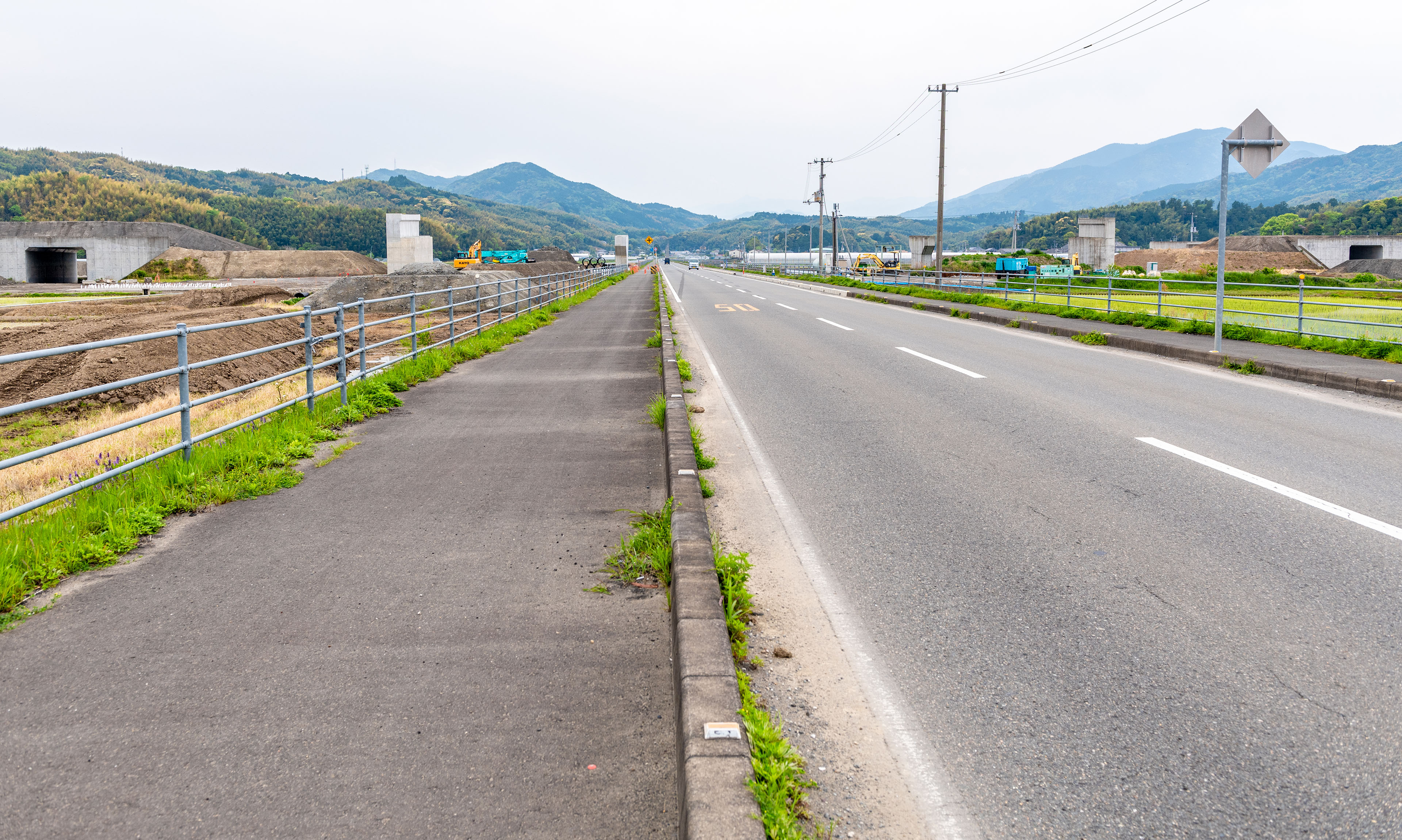
小松島南IC建設地

- IC番号欄の背景色が■である部分については道路が供用済みの区間を示している。また、施設名欄の背景色が■である部分は施設が供用されていない、または完成していないことを示す。
- 英略字は以下の項目を示す。
IC : インターチェンジ、JCT : ジャンクション、TB：本線料金所

| IC 番号                          | 施設名     | 接続路線名                  | 阿南IC から (km) | BS | 備考             | 所在地 | 所在地   |
| -------------------------------- | ---------- | --------------------------- | ---------------- | -- | ---------------- | ------ | -------- |
| E55 阿南安芸自動車道（桑野道路） |            |                             |                  |    |                  |        |          |
|                                  | 阿南IC     | 県道22号阿南勝浦線          | 0.0              |    | 2025年度開通予定 | 徳島県 | 阿南市   |
|                                  | 小松島南IC | 県道28号阿南小松島線        | 3.2              |    | 2025年度開通予定 | 徳島県 | 小松島市 |
|                                  | 小松島IC   | 国道55号（徳島南バイパス）  | 10.0             |    | 事業中           | 徳島県 | 小松島市 |
| 2                                | 徳島津田IC | 県道129号徳島津田インター線 | 14.9             |    |                  | 徳島県 | 徳島市   |
| 1                                | 徳島沖洲IC | 県道204号徳島沖洲インター線 | 17.3             |    |                  | 徳島県 | 徳島市   |
|                                  | 徳島TB     | -                           |                  |    |                  | 徳島県 | 徳島市   |
| 8                                | 徳島JCT    | E11 / E32 徳島自動車道      | 22.0             |    |                  | 徳島県 | 徳島市   |

- キロポストは徳島JCT起点で400KPを基準に設置されている。

## 歴史
- 1989年（平成元年）2月27日 : 徳島東IC - 鳴門JCTが基本計画の決定。
- 1991年（平成3年）12月20日 : 阿南IC - 徳島東ICが基本計画の決定。
- 1996年（平成8年）12月27日 : 小松島IC - 鳴門JCTが整備計画の決定。
- 1998年（平成10年）12月25日 : 小松島IC - 鳴門JCTの施行命令。阿南IC - 小松島ICが整備計画の決定。
- 2000年（平成12年）1月 : 徳島IC - 鳴門JCTで測量開始。
- 2002年（平成14年）2月 : 徳島IC - 鳴門JCTの沿線全19地区の設計協議開始。
- 2003年（平成15年）
  - 11月26日 : 徳島IC - 鳴門JCTで初の設計協議調印式。
  - 12月25日 : 阿南IC - 小松島ICが新直轄方式に変更。
- 2005年（平成17年）
  - 6月19日 : 徳島IC - 鳴門JCT起工式。
  - 7月26日 : 徳島IC - 鳴門JCTで最後の設計協議調印式。
- 2006年（平成18年）2月7日 : 小松島IC - 徳島東ICが新直轄方式に変更。
- 2007年（平成19年）2月3日 : 阿南IC - 小松島ICの設計協議開始（全7地区）。
- 2008年（平成20年）
  - 2月17日 : 阿南IC - 小松島ICで初の設計協議調印式。県内の新直轄方式高速道路で初。
  - 12月13日 : 新那賀川橋に着工。阿南IC - 小松島ICで初の本線工事に。
- 2009年（平成21年）7月 : 松茂PAを安全上の問題や需要拡大のため建設し、スマートインターチェンジを併設することが決定する。
- 2012年（平成22年）4月 : 松茂PAの建設が国土交通省から認可される。
- 2015年（平成27年）
  - 1月27日 : 四国横断自動車道 徳島 - 鳴門間の道路名が「徳島自動車道」に正式決定する[9]。
  - 3月14日 : 徳島IC - 鳴門JCTが開通。
  - 8月5日 : 地域活性化ICとして津田ICの設置が国土交通省から許可される[5]。
- 2019年（令和元年）9月27日 : 地域活性化ICとして立江櫛渕IC（仮称）の設置が国土交通省から認可される[4]。
- 2020年（令和2年）10月2日 : 四国横断自動車道 阿南 - 徳島間の道路名が「徳島南部自動車道」に、津田IC（仮称）と徳島東IC（仮称）および徳島JCT（仮称）の名称がそれぞれ「徳島津田IC」「徳島沖洲IC」「徳島JCT」に正式決定する[10]。
- 2021年（令和3年）3月21日 : 徳島沖洲IC - 徳島津田ICが開通[11]。
- 2022年（令和4年）3月21日 : 徳島JCT - 徳島沖洲ICが開通[12]。
- 2024年（令和6年）9月27日 : 阿南IC（仮称）と立江櫛渕IC（仮称）および小松島IC（仮称）の名称がそれぞれ「阿南IC」「小松島南IC」「小松島IC」に正式決定する[13]。

### 開通予定年度
- 2025年度 : 小松島南IC - 阿南IC[2]
- 未定 : 徳島津田IC - 小松島南IC

## 路線状況

### 車線・最高速度・料金
| 区間                    | 車線 上下線=上り線+下り線 | 最高速度 | 料金 | 備考   |
| ----------------------- | ------------------------- | -------- | ---- | ------ |
| 阿南IC - 徳島津田IC     | 2=1+1 （暫定2車線）       | 70 km/h  | 無料 | 未開通 |
| 徳島津田IC - 徳島沖洲IC | 2=1+1 （暫定2車線）       | 70 km/h  | 無料 |        |
| 徳島沖洲IC - 徳島JCT    | 2=1+1 （暫定2車線）       | 70 km/h  | 有料 |        |

暫定2車線となっている。

### サービスエリア・パーキングエリア
- 当路線にはサービスエリア （SA）とパーキングエリア（PA）と道の駅の休憩施設が存在しない。

### 道路管理者
- 国土交通省 四国地方整備局
  - 徳島河川国道事務所 : 阿南IC - 徳島沖洲IC
- 西日本高速道路株式会社 四国支社
  - 徳島高速道路事務所 : 徳島沖洲IC - 徳島JCT

### 警察
- 徳島県警察
  - 本部交通部高速道路交通警察隊本隊：徳島沖洲IC - 徳島JCT
  - 徳島中央警察署：徳島津田IC - 徳島沖洲IC

### 交通量
24時間交通量（台） 道路交通センサス
| 区間                    | 平成27（2015）年度 |
| ----------------------- | ------------------ |
| 阿南IC - 小松島南IC間   | 未開通             |
| 小松島南IC - 小松島IC間 | 未開通             |
| 小松島IC - 徳島津田IC間 | 未開通             |
| 徳島津田IC - 徳島沖洲IC | 調査当時未開通     |
| 徳島沖洲IC - 徳島JCT    | 調査当時未開通     |

（出典：「平成27年度全国道路・街路交通情勢調査」（国土交通省ホームページ）より一部データを抜粋して作成）
- 令和2年度に実施予定だった交通量調査は、新型コロナウイルスの影響で延期された[14]。

## 主な橋・トンネル

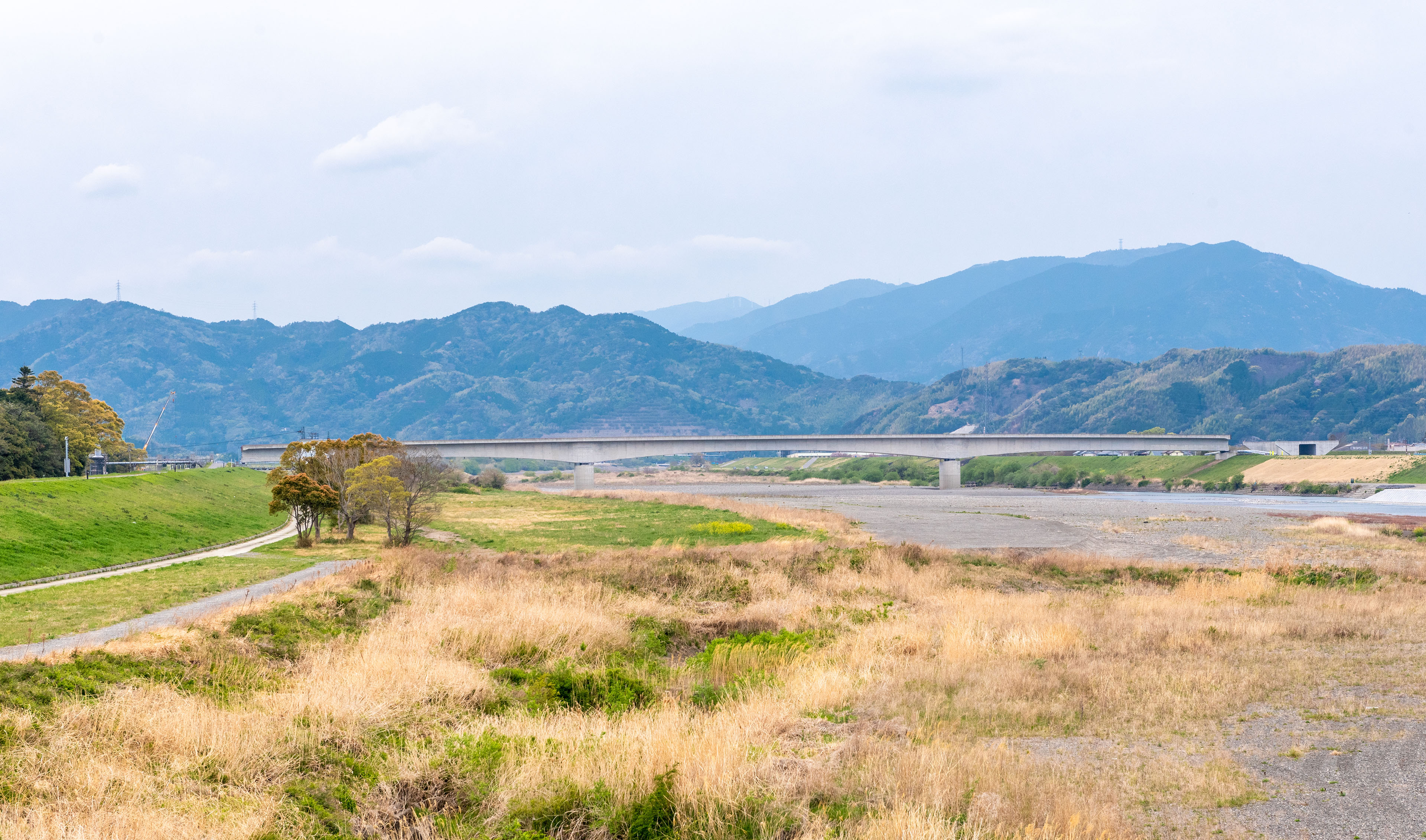
新那賀川橋（建設中）
2022年4月

### 橋
- 阿南IC - 小松島南IC
  - 岡川橋（16.5 m・岡川）
  - 新那賀川橋（339 m・那賀川） - 竣工
  - 岩脇橋（18.5 m）
  - 内手橋（17.1 m）
  - 黒須川橋（26.5 m・黒須川）
  - 中の坪川橋（42 m・中の坪川）
- 小松島南IC - 小松島IC
  - 立江橋 (23.5 m)
  - 櫛渕川橋 (31 m・櫛渕川)
  - 天王谷橋 (42 m・天王谷川)
  - 西溜池橋（105.5 m・西溜池） - 竣工
  - 恩山寺谷橋 (50 m・恩山寺谷川)
  - 神田瀬川橋 (36.5 m・神田瀬川)
  - 田浦橋 (16.5 m)
- 小松島IC - 徳島津田IC
  - 江田高架橋（1283.5 m）
  - 津田大橋 (555 m・勝浦川)
- 徳島津田IC - 徳島沖洲IC
  - 津田高架橋 (1,208 m) - 竣工
  - 新町川橋 (580 m・新町川)
  - 沖洲高架橋 (1,057 m) - 竣工
- 徳島沖洲IC - 徳島JCT
  - 吉野川サンライズ大橋 (1696.5 m・吉野川)
  - 宮島江湖川橋（93 m、90 m・宮島江湖川）

### トンネル
- 阿南IC - 小松島南IC
  - 羽ノ浦トンネル (753 m)
- 小松島南IC - 小松島IC
  - 立江トンネル (954 m) - 着工済
  - 田野トンネル (642 m)
  - 恩山寺第1トンネル (388 m)
  - 新居見トンネル (1,408 m)
- 小松島IC - 徳島津田IC
  - 大神子第2トンネル (171 m)
  - 大神子第1トンネル (800 m)

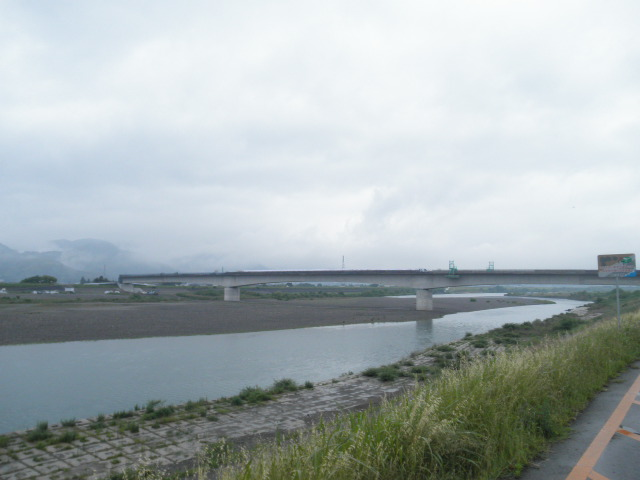
新那賀川橋（建設中） 2011年5月

## 地理

### 通過する自治体
- 徳島県
  - 阿南市 - 小松島市 - 徳島市

### 接続する高速道路
- E55 阿南安芸自動車道（阿南ICで接続予定）
- E11 / E32 徳島自動車道（徳島JCTで接続）